# مسجد شاهبولاغ
مسجد شاهبولاغ (بالأذرية: Şahbulaq məscidi)‏، بالإنجليزية: Shahbulag Mosque، بالفارسية: شاه بلاغ، بالروسية: Мечеть Шахбулаг): هو نصب تاريخي ومعماري يقع في المنطقة المسماة شاهبولاغ في مقاطعة آغدام، أذربيجان. تم بناء المسجد بأمر من باناه علي خان في عامي 1751-1752.

## البناء
تم بناء مسجد شاهبولاغ كليا بالحجر الجيري المحلي، ويتكون المسجد من ثلاث شرفات مقوسة وقاعة عبادة. وتدعم الشرفات زوج من الأعمدة الحجرية. ولأن قاعة العبادة مربعة الشكل فإن السقف من الداخل على شكل قبة.
يصل إجمالي سمك جدار المسجد إلى متر واحد. أبعاد مخطط المسجد 9,38×7,18 متر.
رغم أن مسجد شاهبولاغ بسيط من الناحية المعمارية، إلا أنه يعد مثالاً على إبداع المهندس المعماري كربلايى سافي خان قاراباغي، والذي نراه في العديد من المساجد في قره باغ.